# Strategia lizbońska
Strategia lizbońska – plan rozwoju przyjęty dla Unii Europejskiej przez Radę Europejską na posiedzeniu w Lizbonie w marcu 2000.

## Założenia
Celem planu, przyjętego na okres 10 lat, było uczynienie Europy najbardziej dynamicznym i konkurencyjnym regionem gospodarczym na świecie, rozwijającym się szybciej niż Stany Zjednoczone.
Strategia opiera się przede wszystkim na założeniu, że gospodarka krajów europejskich wykorzysta do maksimum innowacyjność opartą na szeroko zakrojonych badaniach naukowych, zwłaszcza w nowoczesnych dziedzinach wiedzy, co miało się stać głównym motorem rozwoju. W związku z tym zdefiniowano następujące cele do 2010 roku:
- inwestycje na badania i rozwój (R&D) wzrosną do 3% PKB,
- zredukowana zostaną biurokracja i utrudnienia dla przedsiębiorczości,
- nastąpi wzrost zatrudnienia do 70% dla mężczyzn i 60% dla kobiet[1].

## Wyniki
W 2004 roku specjalny zespół na czele z byłym premierem Holandii Wimem Kokiem opracował raport podsumowujący dotychczasowe rezultaty strategii – według słów byłego przewodniczącego Komisji Europejskiej, włoskiego polityka Romano Prodiego, konkluzja raportu była pesymistyczna: od czasu szczytu lizbońskiego Unia Europejska pozostała jeszcze bardziej w tyle za Stanami Zjednoczonymi. W raporcie Koka jako główne przyczyny porażki wskazano „zbyt obszerny program, słabą koordynację, sprzeczne cele” oraz brak politycznej determinacji ze strony Państw Członkowskich.

Obfitość priorytetów i wymiarów strategii okazała się jednak równoznaczna z brakiem jakichkolwiek priorytetów, a jej realizacja była nieefektywna. Dziś, po prawie pięciu latach od rozpoczęcia reform, nie zmniejszyła się luka rozwojowa między dawną unijną „piętnastką” a USA.

Po publikacji raportu Koka Rada Europejska potwierdziła, że cele Strategii pozostają w sile zaś kierownictwo Unii Europejskiej mówiło o tzw. ponownym odpaleniu (ang. relaunch) strategii lizbońskiej. Deklaracje związane z relaunch były już w latach 2004-2006 krytykowane jako fasadowe i niemające szans powodzenia.

## Oceny
W 2009 roku szwedzki premier Fredrik Reinfeldt, w trakcie szwedzkiej prezydencji Unii Europejskiej, przyznał, że pomimo pewnych postępów na rok przed oficjalnym końcem cele Strategii pozostały niezrealizowane, a ona sama okazała się porażką.
W 2010 roku realizacja Strategii także była oceniana negatywnie:

Przyjęta w 2000 roku strategia lizbońska, która zakładała, że Europa przegoni technologicznie USA, zakończyła się spektakularną porażką. Wydatki na naukę (...) w Unii Europejskiej stanowią one dzisiaj średnio około 1,9 procent i od lat nie rosną, mimo iż strategia lizbońska przewidywała w roku 2010 osiągnięcie poziomu 3 procent PKB

Dane publikowane przez Europejski Związek Izb Przemysłu i Handlu (Eurochambres) wskazują na pogłębiające się zapóźnienie Unii Europejskiej w PKB, zakresie konkurencyjności oraz finansowania nauki w stosunku do Stanów wynoszące 20-30 lat.
Jako jeden z powodów porażki Strategii wskazywano opór Państw Członkowskich przed ograniczeniem rozbudowanych przywilejów socjalnych, które zapewniają rządom poparcie grup społecznych nimi obdarzonych, ale równocześnie generują ogromne koszty i ograniczają konkurencyjność.

Trzy czwarte luki rozwojowej pomiędzy Unią a USA to skutek niższych wskaźników zatrudnienia w UE i krótszego czasu pracy. W ciągu godziny Europejczyk wytwarza dobra i usługi warte 93% tego, co wytworzy Amerykanin. Jednak Europejczyk pracuje krócej bądź w ogóle nie pracuje, utrzymując się z pomocy społecznej. W efekcie dochód narodowy przypadający na mieszkańca Unii stanowi tylko 70% jego poziomu w USA (...) główną słabością Europy okazują się nie problemy z gospodarką opartą na wiedzy - co sugerowało wiele analiz, które legły u podstaw strategii - ale problemy z rynkami pracy. Te zaś, jak wskazuje wiele badań, są następstwem typowych dla „modelu europejskiego” nadmiernie rozwiniętych systemów redystrybucji dochodów oraz nadmiernej ochrony zatrudnienia. Te pierwsze skłaniają Europejczyków do niepodejmowania pracy, te drugie zniechęcają natomiast europejskich pracodawców do tworzenia miejsc pracy.

Oficjalne podsumowanie Strategii miało odbyć się na szczycie Unii Europejskiej w marcu 2010. W lutym 2010 w Warszawie odbyła się konferencja „Niespełnione marzenia, czyli krajobraz po Strategii Lizbońskiej” stanowiąca próbę podsumowania wyników Strategii.

## EU 2020
„Europa 2020 – strategia na rzecz inteligentnego i zrównoważonego rozwoju sprzyjającego włączeniu społecznemu” jest nowym, długookresowym programem rozwoju społeczno-gospodarczego Unii Europejskiej na lata 2010–2020. Została zatwierdzona przez Radę Europejską 17 czerwca 2010 r., zastępując w ten sposób realizowaną w latach 2000–2010 Strategię Lizbońską. Nowa strategia otwiera dyskusję na temat przyszłości gospodarki wspólnotowej oraz kierunków rozwoju Unii Europejskiej, bazując na doświadczeniach i osiągnięciach Strategii Lizbońskiej.